# Cahya spinosa
Cahya spinosa är en insektsart som beskrevs av Rauno E. Linnavuori och Delong 1979. Cahya spinosa ingår i släktet Cahya och familjen dvärgstritar. Inga underarter finns listade i Catalogue of Life.